# Jetis (Curah Dami)
Jetis is een bestuurslaag in het regentschap Bondowoso van de provincie Oost-Java, Indonesië. Jetis telt 4533 inwoners (volkstelling 2010).